# Cocoyol (Socialista)
Cocoyol (Socialista) es una localidad del municipio de Centro ubicado en la subregión centro del estado mexicano de Tabasco.

## Geografía
La localidad de Cocoyol (Socialista) se sitúa en las coordenadas geográficas 18°00′19″N 92°39′39″O / 18.005278, -92.660833, a una elevación de 2 metros sobre el nivel del mar.

## Demografía
Según el Conteo de Población y Vivienda 2020, efectuado por el Instituto Nacional de Estadística y Geografía, la localidad de Cocoyol (Socialista) tiene 508 habitantes, de los cuales 249 son del sexo masculino y 259 del sexo femenino. Su tasa de fecundidad es de 2.05 hijos por mujer y tiene 128 viviendas particulares habitadas.
| Gráfica de evolución demográfica de Cocoyol (Socialista) entre 1990 y 2020 |
|                                                                            |
| INEGI.                                                                     |